# Merzdorf (Oberlausitz)

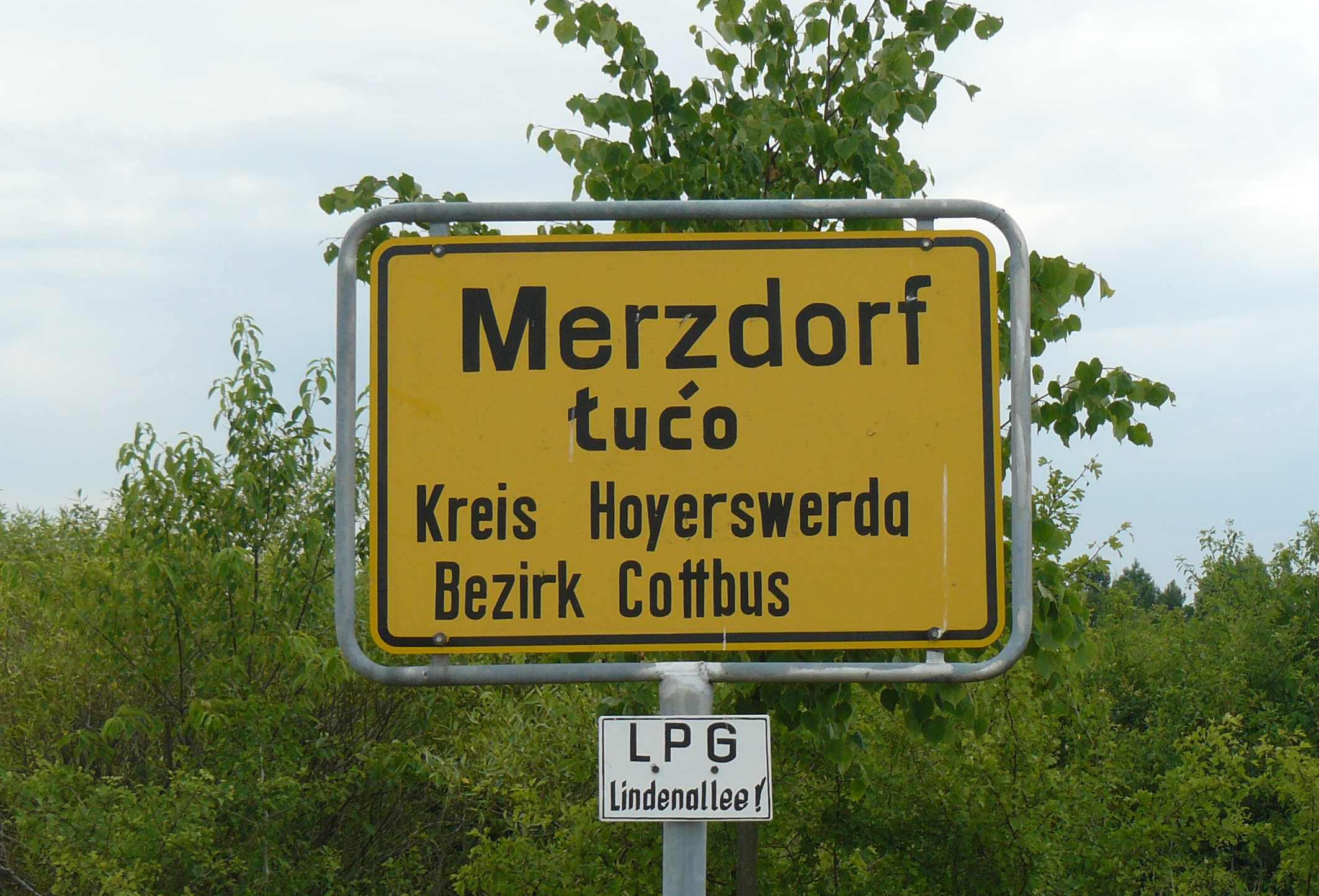
Ein nach altem Vorbild an der ursprünglichen Ortslage aufgestelltes Ortsschild erinnert an Merzdorf.

Merzdorf, obersorbisch Łućo, war ein Dorf im heutigen Landkreis Görlitz in Sachsen und Verwaltungssitz der gleichnamigen, aus drei Dörfern bestehenden Gemeinde. Bekanntheit erlangte das im sorbischen Siedlungsgebiet der Oberlausitz gelegene Dorf als Geburtsort des sorbischen Wissenschaftlers und Volksschriftstellers Jan Arnošt Smoler.
Der um das Jahr 1400 urkundlich erstmals erwähnte Ort wurde von 1975 bis 1978 umgesiedelt und seine Ortsflur vom Juni 1979 bis Juli 1980 vom Tagebau Bärwalde überbaggert. Das Gebiet der ursprünglichen Ortslage gehört heute zur Gemeinde Boxberg/O.L. und ist inzwischen rekultiviert; in etwa einem Kilometer Entfernung liegt das Nordwestufer des Bärwalder Sees.

## Geographie

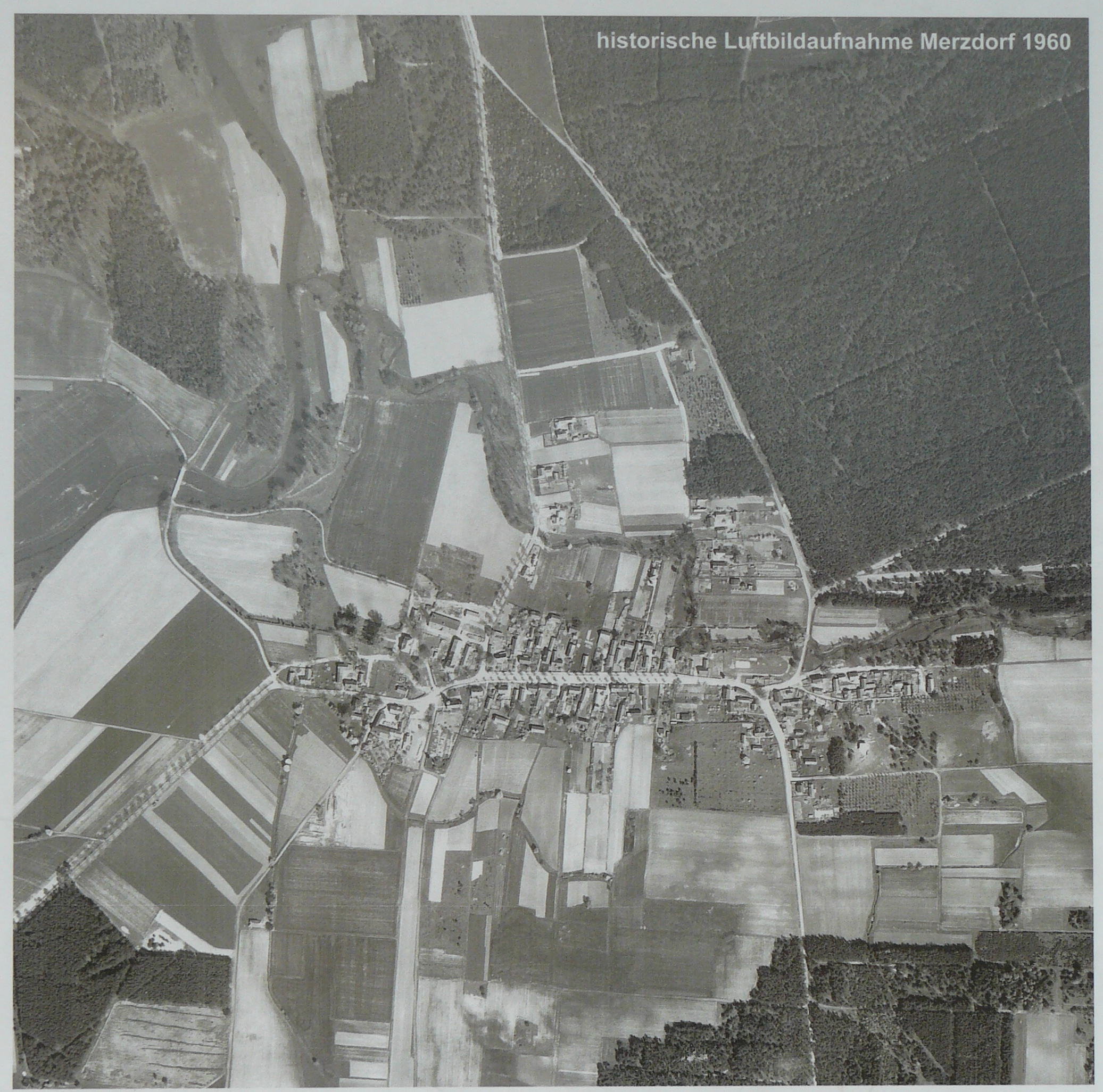
Luftbild aus dem Jahr 1960

Am rechten Ufer des ursprünglichen Spreelaufs gelegen, war Merzdorf von einer weitläufigen, dünn besiedelten Heidelandschaft umgeben. Rund 1,5 Kilometer südwestlich lag Schöpsdorf, nach weiteren zwei Kilometern folgte Uhyst. Flussabwärts betrug die Distanz nach Bärwalde etwa zwei Kilometer. Rund vier bis fünf Kilometer von der ursprünglichen Ortslage ist Boxberg in nordöstlicher und Kringelsdorf in östlicher Richtung entfernt. Etwa zehn Kilometer in südöstlicher Richtung liegen Klitten und Jahmen.
Merzdorf lag in Form eines Straßendorfes mit einer Gewannflur auf 127 m ü. NN, vereinzelt wurden auf Binnendünen Höhen bis 140 Meter erreicht. Am nördlichen Rand des Dorfes floss das aus Südosten kommende Jahmener Fließ, das etwas nördlich des Merzdorfer Gutes in die Spree mündete.

## Geschichte

### Ortsgeschichte
Archäologische Grabungen vor der Überbaggerung des Dorfes bargen einige Werkzeuge nacheiszeitlicher Jäger und Sammler, die der Alt- und Mittelsteinzeit zuordenbar sind.
Die dauerhafte Wiederbesiedlung der Region um Hoyerswerda durch die Milzener und Lusitzer erfolgte wahrscheinlich vom Süden her ab dem 10. Jahrhundert. Für Merzdorf wird eine Besiedlung um 1200 angenommen, die im 14. Jahrhundert durch deutsche Einwanderer aus Schwaben in der zweiten Phase der deutschen Ostsiedlung erweitert wurde. Die urkundliche Ersterwähnung erfolgte um das Jahr 1400, die Ersterwähnung des deutschen Namens Merteinsdorf zusammen mit Schewbsdorf erfolgte 1418 im Lehnbuch König Wenzels IV.

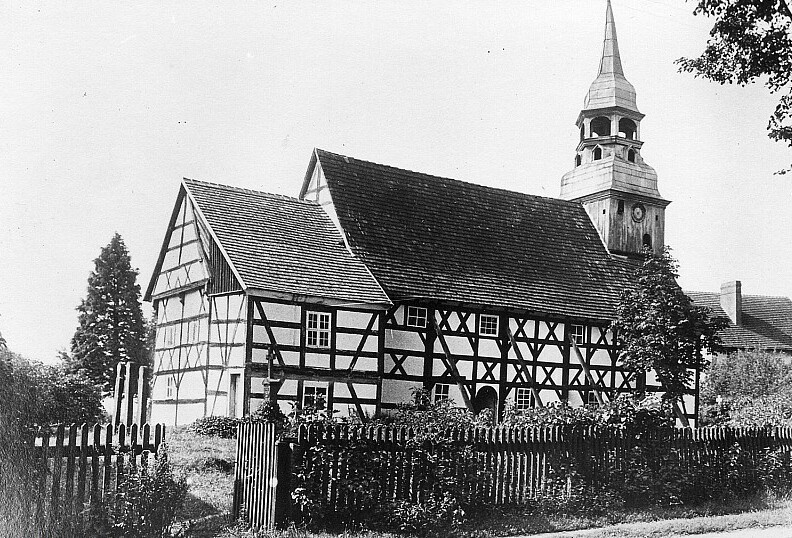
Die Fachwerkkirche aus dem Jahr 1611 musste 1934 wegen Baufälligkeit abgerissen werden.

Um das Jahr 1500 hatte Merzdorf bereits eine Kirche, die damals noch Filialkirche von Klitten war. In ihr waren die beiden Nachbardörfer Bärwalde und Schöpsdorf eingepfarrt. Das Kirchgebäude wurde 1611 als Fachwerkkirche neu errichtet.
Noch während des Dreißigjährigen Krieges wechselte die Herrschaft über die Oberlausitz infolge des Prager Friedens 1635 endgültig vom Königreich Böhmen zum Kurfürstentum Sachsen, nachdem Sachsen sie bereits seit einigen Jahren ausübte.
Im Zuge des Wiener Kongresses gelangte Merzdorf 1815 an Preußen und wurde 1825 dem neu entstandenen Landkreis Hoyerswerda in der Provinz Niederschlesien zugeordnet. Die fast durchgängig sorbische bäuerliche Bevölkerung musste neben der Landwirtschaft zu dieser Zeit auf die Forstwirtschaft zurückgreifen. Der Landrat schrieb hierzu 1881 an die Regierung des Regierungsbezirks Liegnitz: „Die Gemeinden Bärwalde, Merzdorf und Schöpsdorf gehören mit zu den ärmsten Gemeinden des Kreises, die Ländereien daselbst bestehen größtenteils aus sehr leichten Sandböden und gewähren nur äußerst geringen Ertrag.“

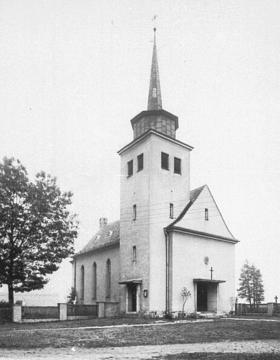
Die neue Kirche konnte bereits 1935 geweiht werden. Der letzte Gottesdienst fand 1977 statt, 1979 wurde sie gesprengt.

Unter diesen Umständen verkauften viele Bauern Anfang des 20. Jahrhunderts ihre Ländereien an die Braunkohlegesellschaften, die im Lausitzer Braunkohlerevier tätig waren. Bis zum geplanten Grubenaufbruch war den Bauern die weitere Bewirtschaftung der Felder erlaubt. Die alte Fachwerkkirche wurde 1934 abgerissen und durch einen massiven Kirchbau ersetzt, der schon 1935 geweiht werden konnte. Bereits 1925 baute die Evangelische Bibelgemeinschaft mit Sitz in Chemnitz eine Kapelle.
Nach Ende des Zweiten Weltkriegs wurden die Braunkohlegesellschaften enteignet und ihre Ländereien im Zuge der Bodenreform („Junkerland in Bauernhand“) neu verteilt.
Durch die Verwaltungsreform von 1952 lag die Gemeinde am südöstlichen Rand des neugebildeten Kreises Hoyerswerda im Bezirk Cottbus, die Kreise Weißwasser und Niesky lagen in unmittelbarer Nähe. Am 1. Januar 1957 wurden Bärwalde und Schöpsdorf nach Merzdorf eingegliedert. Auf diese Weise sollten sozialistische Strukturen gefestigt und die Kollektivierung der Landwirtschaft vorangetrieben werden.

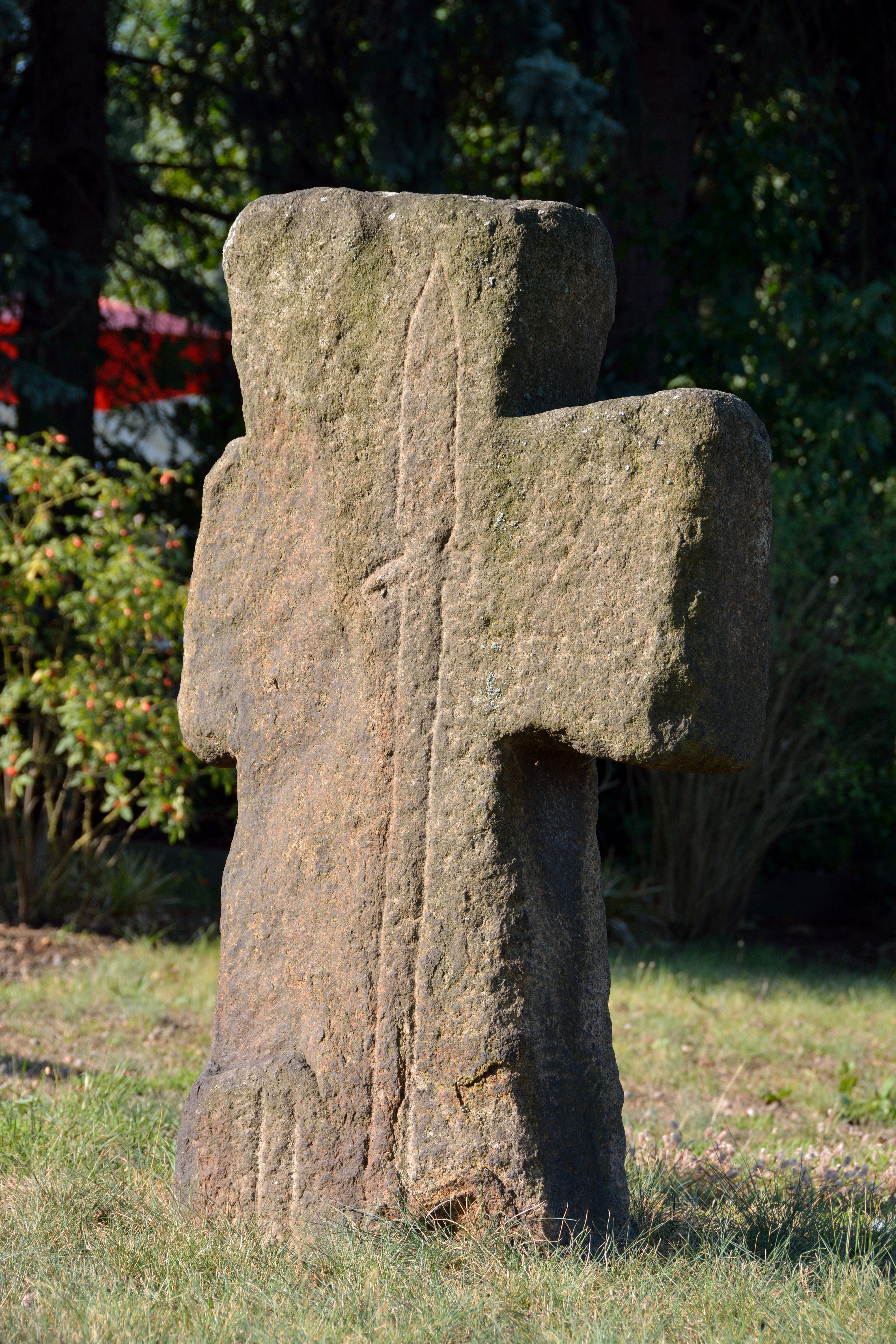
Das Merzdorfer Sühnekreuz an seinem neuen Standort in Bärwalde

Die Planung des Ortsabbruchs wurde am 16. Dezember 1969 in einer Einwohnerversammlung offiziell bekannt gegeben. Die Umsiedlung des Dorfes erfolgte in den Jahren 1975 und 1976. Das Sühnekreuz aus dem 14./15. Jahrhundert wurde 1977 kurz vor dem Ortsabbruch nach Bärwalde gebracht und dort aufgestellt. Am 24. April 1977 fand in der Kirche der letzte Gottesdienst statt, die letzte Bibelstunde in der Bethlehem-Kapelle wurde am 1. April 1978 abgehalten. Am 19. Mai 1978 fand die letzte Gemeinderatssitzung der Gemeinde Merzdorf in Bärwalde statt. Zuvor wurde am 1. Januar 1978 der vom Tagebau nicht betroffene Ortsteil Bärwalde wieder eine selbständige Gemeinde. Im selben Jahr begann der Ortsabbruch Merzdorfs, dessen Flur wurde in die Gemeinde Bärwalde eingegliedert. Dort errichtete die Evangelische Bibelgemeinschaft auch eine neue Kapelle.
Schöpsdorf wurde bis 1981 umgesiedelt und anschließend überbaggert, die Flur wurde der südlichen Nachbargemeinde Uhyst angeschlossen.

### Bevölkerungsentwicklung
| Jahr                            | Einwohner |
| ------------------------------- | --------- |
| 1825                            | 152       |
| 1840                            | 175       |
| 1871                            | 228       |
| 1885                            | 219       |
| 1905                            | 212       |
| 1925                            | 240       |
| 1939                            | 202       |
| 1946                            | 234       |
| 1950                            | 283       |
| 1964                            | 497       |
| 1971                            | 476       |
| kursiv: Gemeinde mit Ortsteilen |           |

Bei der Erhebung des sächsischen Landesrezesses wurden 1777 in Merzdorf 10 besessene Mann, 3 Gärtner und 14 Häusler gezählt.
Die erste Volkszählung, bei der jeder einzelne Einwohner gleichwertig gezählt wurde, erbrachte 1825 eine Ortsbevölkerung von 152 Einwohnern. Bis zur Reichsgründung im Jahr 1871 stieg die Einwohnerzahl auf 228, fiel danach bis zum Anfang des 20. Jahrhunderts leicht ab. Arnošt Muka zählte um 1880 unter den 226 Einwohnern nur 9 Deutsche, die Sorben stellten mit 96 % die Bevölkerungsmehrheit.
Die relativ hohe Zahl von 240 Einwohnern zur Zeit der Weimarer Republik konnte bis zum Ausbruch des Zweiten Weltkrieges nicht gehalten werden. Nach dem Krieg stieg die Einwohnerzahl durch Flüchtlinge und Vertriebene aus dem Osten wieder auf Vorkriegsniveau an und erreichte 1950 einen Stand von 283 Einwohnern. Gleichzeitig sank der sorbischsprachige Bevölkerungsanteil bis 1956 laut Ernst Tschernik auf nur noch 53 %.
Durch den Zusammenschluss von Bärwalde, Merzdorf und Schöpsdorf hatte die Gemeinde rund 500 Einwohner. War die Einwohnerzahl 1964 noch über der Summe der Einwohnerzahlen der drei Orte von 1950, so zeichnete sich 1971 eine rückläufige Tendenz ab.
Offiziell wurden im Zuge des Merzdorfer Ortsabbruchs 182 Personen in 72 Haushalten umgesiedelt. Der Großteil davon zog nach Hoyerswerda und Weißwasser, der Rest nach Bärwalde oder baute in anderen ländlichen Gemeinden, zumeist im Raum Uhyst/Boxberg, neue Eigenheime.

### Ortsname
Der deutsche Ortsname ist 1418 als Merteinsdorf, 1429 als Mertensdorff (1473 mit -ss-) und bereits 1536 als Merzdorff belegt. Neben der heute gängigen Schreibweise Merzdorf (1597, 1768) ist im Jahr 1658 noch Mertzdorff nachweisbar. Wahrscheinlich geht der Name auf einen Marten, Merten oder Martin zurück, der vermutlich als Lokator eine Gruppe deutscher Siedler anführte.
Der sorbische Ortsname wird um 1400 in Form eines Personennamens als Lucze in einem Steuerverzeichnis des Bautzener Ratsarchivs erwähnt, spätere Formen sind Wucżo (1767 in Christian Knauthes Derer Oberlausitzer Sorbenwenden umständliche Kirchengeschichte), Wuczo (1800) und Łućo (1843). Ernst Eichler gibt 1975 als mundartliche Aussprache wuč an, was eine Erklärung dafür liefern könnte, dass der sorbische Name auf dem Ortsschild am Ortseingang aus Richtung Schöpsdorf nur mit Łuć angegeben wurde. Der Name geht wahrscheinlich auf das sorbische Wort łut für „Linde, Lindenbast“ zurück.

## Erinnerung

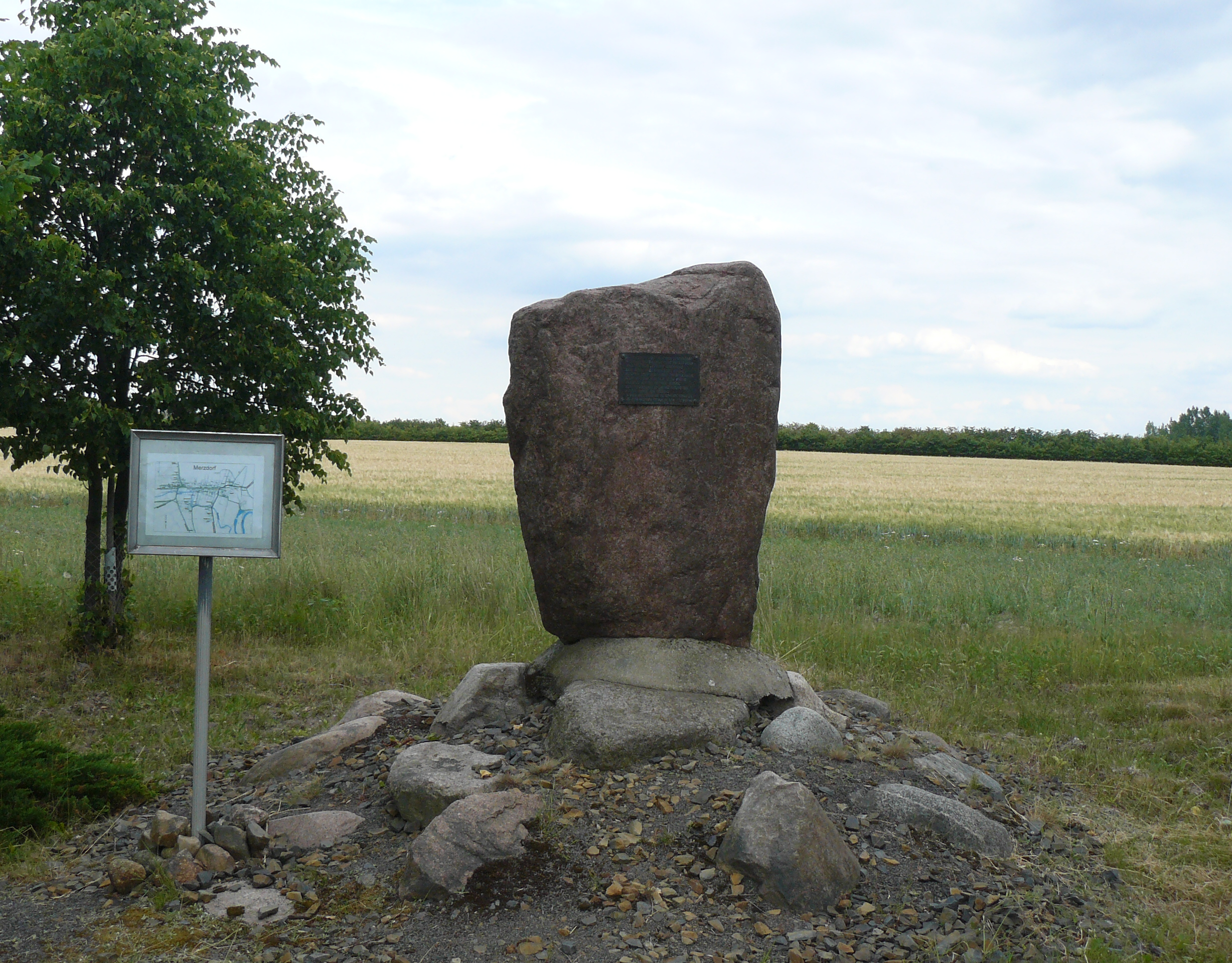
Gedenkstein an der Stelle der Kirche

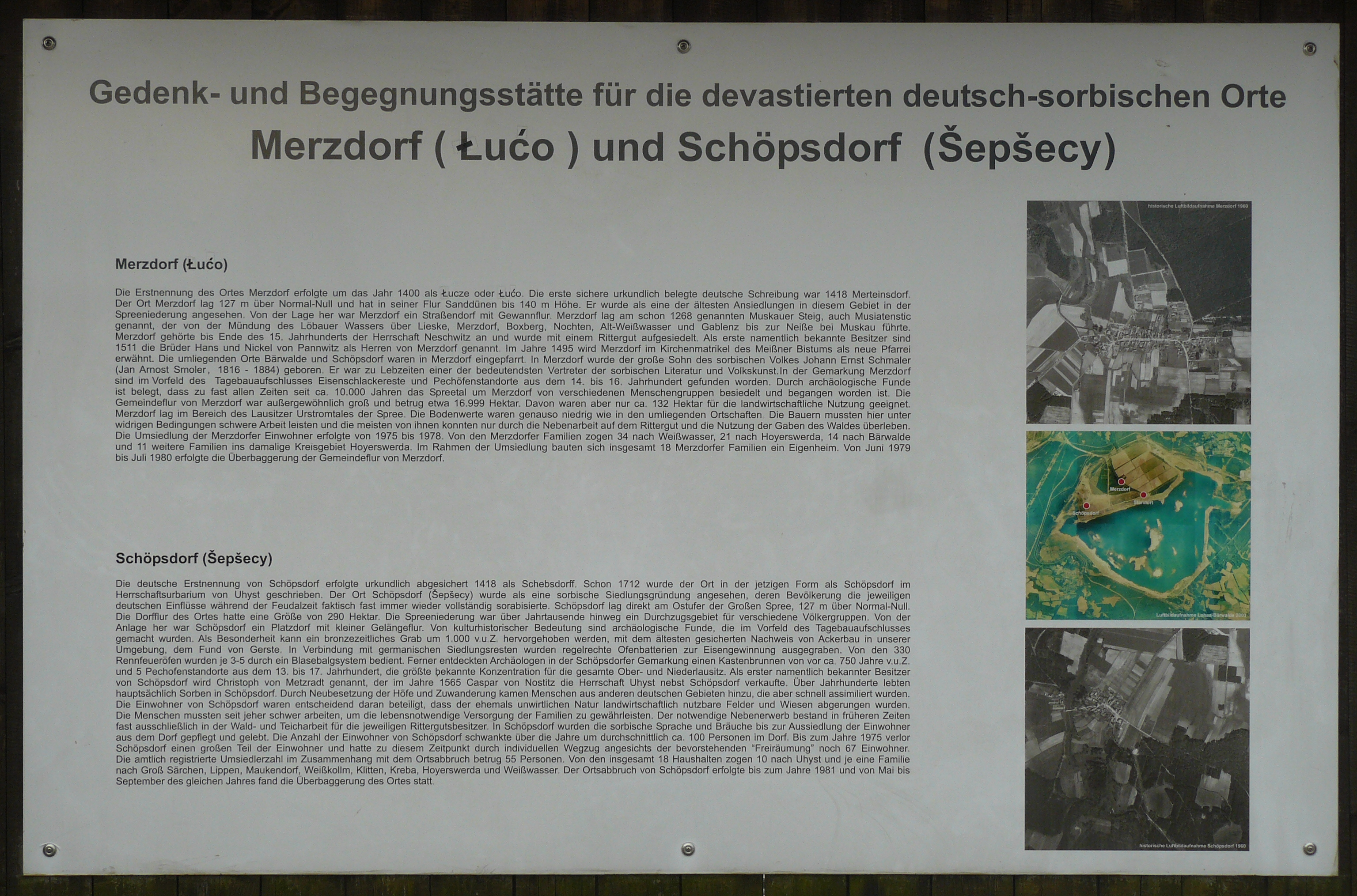
Informationstafel an der Gedenkstätte für Merzdorf und Schöpsdorf am Bärwalder See

An der Stelle der früheren Ortslage erinnert heute ein Gedenkstein an das Dorf. Eine weitere Gedenkstätte für Merzdorf und Schöpsdorf liegt etwas südlich davon am Nordufer des Bärwalder Sees.
In Bärwalde trägt die ursprüngliche Merzdorfer Straße noch immer diesen Namen, in der Hoyerswerdaer Neustadt wurden im Wohnkomplex 8 einige Straßen nach Dörfern benannt, die von Tagebauen im früheren Kreisgebiet devastiert wurden. Der Charakter der dortigen Merzdorfer Straße hat sich, seit um 2000 ein starker Wohnungsrückbau einsetzte, von einer Wohn- zu einer Durchgangsstraße geändert.

## Persönlichkeiten
- Der lutherische Theologe und Kirchenlieddichter Johann Mentzer (1658–1734) wurde im benachbarten Jahmen geboren und trat 1691 seine erste Pfarrstelle in Merzdorf an.
- Der evangelische Theologe und spätere Görlitzer Pastor primarius Johann Gottfried Mosig (1726–1805) war seit 1749 Pfarrer von Merzdorf.
- Der sorbische Philologe, Schriftsteller und Verleger Jan Arnošt Smoler, dt. Johann Ernst Schmaler (1816–1884), wurde als Sohn eines Kantors in Merzdorf geboren.